# Metilde Viscontini Dembowski
Metilde Viscontini Dembowski (Milano, 1º febbraio 1790 – Milano, 1º maggio 1825) è stata una patriota italiana, affiliata all'associazione segreta dei Federati. Viene ricordata anche per l'amore non corrisposto suscitato nello scrittore francese Stendhal.

## Biografia

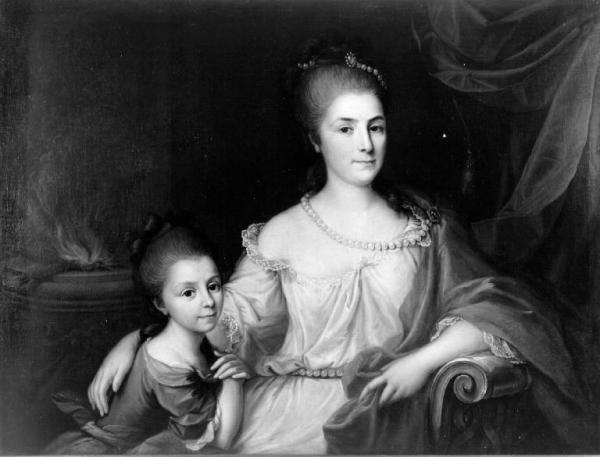
Angelika Kauffmann: ritratto di Bianca Ferrario, nonna paterna di Metilde, con la figlia Elena Viscontini, ca 1772

Elena Maria Metilde fu la seconda figlia di Carlo Viscontini e di Luigia Marliani. La primogenita Maria Beatrice era nata nel 1788; seguiranno nel 1793 Carlo Ercole e nel 1795 l'ultima figlia Maria Bianca Elena.
I Viscontini erano una famiglia dell'alta borghesia milanese arricchitasi con il commercio dei tessuti, e che aveva investito i profitti in terre e palazzi della Lombardia e del Canton Ticino. Questa famiglia aveva inoltre stabilito proficue relazioni matrimoniali, come Elena Viscontini, zia di Metilde, che aveva sposato il ricchissimo commerciante Giovanni Battista Milesi.
Metilde era nata suddita austriaca, regnando ancora l'imperatore Giuseppe II, cui succedette venti giorni dopo Leopoldo II, e Milano era già una moderna e avanzata città europea, ricca di traffici, di palazzi prestigiosi e di vita mondana, al cui centro stava il teatro alla Scala, inaugurato poco più di dieci anni prima. Aveva appena cominciato la propria istruzione, che sarà varia e accurata, quando il 15 maggio 1796 nella città entrava il generale Napoleone Bonaparte e con l'aiuto delle truppe francesi Milano diveniva la capitale della Repubblica Cisalpina. Dopo la breve riconquista austriaca, tornarono i francesi costituendo la Repubblica e poi, dal 1805, il Regno d'Italia di Napoleone e di Eugenio di Beauharnais.
La ragazza crebbe con i fratelli e le cugine Milesi, indipendenti e versatili come Bianca, che studiò filosofia, anatomia, economia con Melchiorre Gioia, pittura con Andrea Appiani, e s'impegnò in politica, disinibite come Francesca, che sposerà l'avvocato Giovanni Battista Traversi, uno spregiudicato finanziere legato alla politica come lo zio materno di Metilde, l'avvocato Rocco Marliani, «uno dei più rispettabili cittadini di Milano [...], uomo virtuoso [...], uno dei padri coscritti» della Milano democratica.

### Il matrimonio

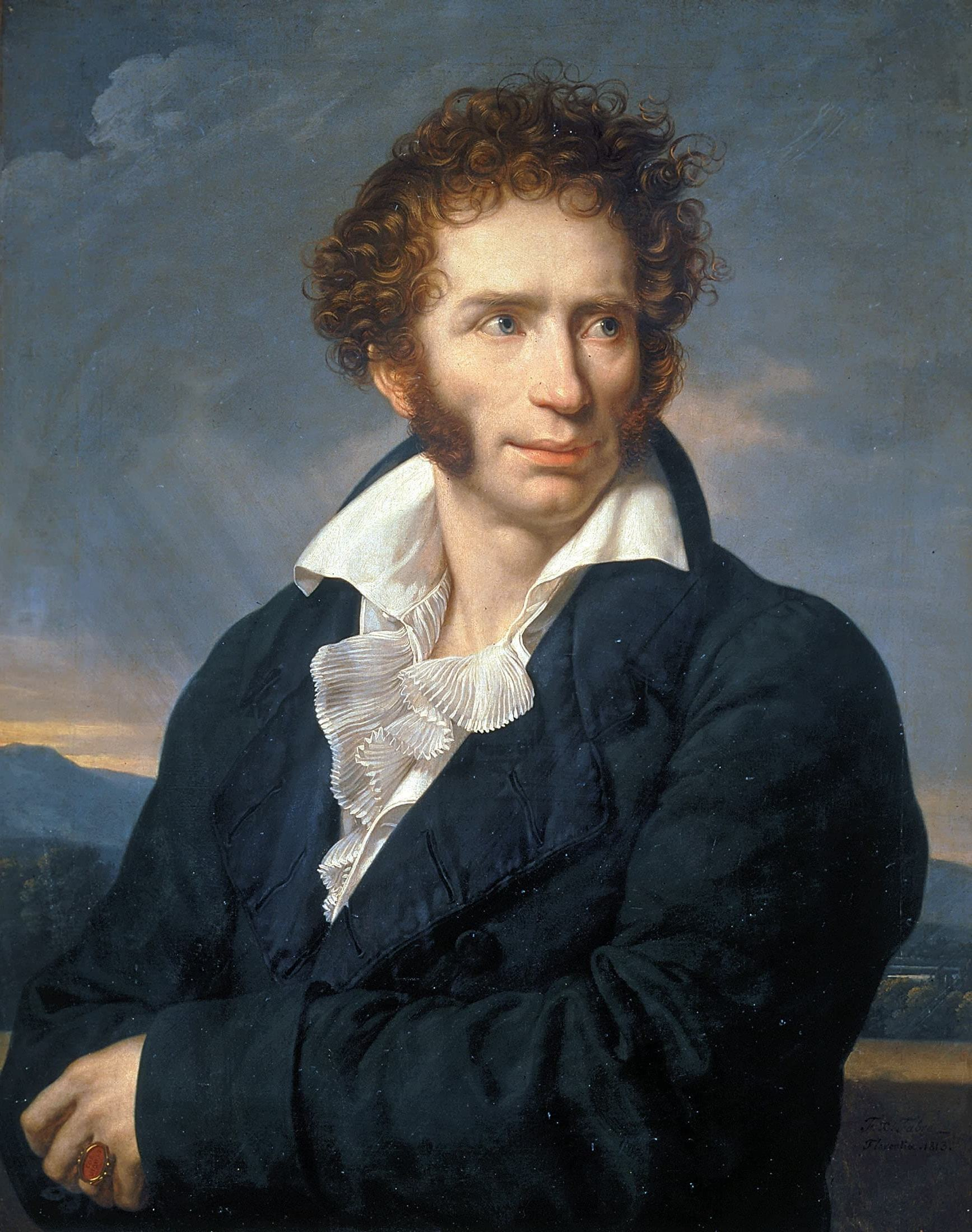
Ugo Foscolo

Il 6 luglio 1807 Metilde sposò Jan Dembowski, ufficiale napoleonico di diciassette anni più vecchio di lei. Questo militare polacco, coraggioso e apprezzato dai suoi superiori, aveva fatto la campagna d'Italia del 1800 ed era divenuto cittadino della Repubblica nel 1803. I genitori di Metilde gli accordarono il fidanzamento con la giovane nel 1806 senza badare alla volontà della figlia, e il matrimonio risultò sorprendente per l'assoluta diversità di caratteri e di interessi tra il Dembowski, persona dura e sbrigativa, e Metilde, delicata e riflessiva. I due coniugi andarono ad abitare in un appartamento dei Viscontini in via San Maurilio, da dove il marito partì qualche mese dopo per la Spagna, senza poter vedere la nascita del primo figlio Carlo, avvenuta il 9 aprile 1808.
Metilde fu una delle tante donne corteggiate da Ugo Foscolo ma non gli corrispose, mantenendo con lui rapporti di sincera amicizia. Sembra invece che durante la lunga assenza del marito Metilde si sia innamorata di un corteggiatore rimasto sconosciuto. Non si sa quanto importante fosse quella relazione, ma le voci corsero e giunsero fino al marito quando questi tornò in Italia il 10 agosto 1810 con il grado di generale di brigata, il titolo di barone e l'ordine della Corona di ferro. La convivenza si fece sempre più difficile a causa dei comportamenti violenti del Dembowski, né valse a temperarli la nascita, il 12 gennaio del 1812, del secondogenito Ercole.
L'anno dopo il generale, a soli quarant'anni, venne messo a riposo d'autorità per una mancanza della quale non si conosce la natura, e avvenne così che, respinte tutte le sue richieste di essere reintegrato in servizio, quando le sorti di Napoleone e, con lui, quelle del Regno d'Italia declinarono, Dembowski passò al partito filo-austriaco, come il generale Domenico Pino e altri ancora, tra i quali il Traversi e la moglie Francesca Milesi, cugina di Metilde. Nel 1814 Dembowski partecipò alla congiura che portò al brutale linciaggio del ministro Prina e fu richiamato in servizio dal generale Pino.

### La separazione

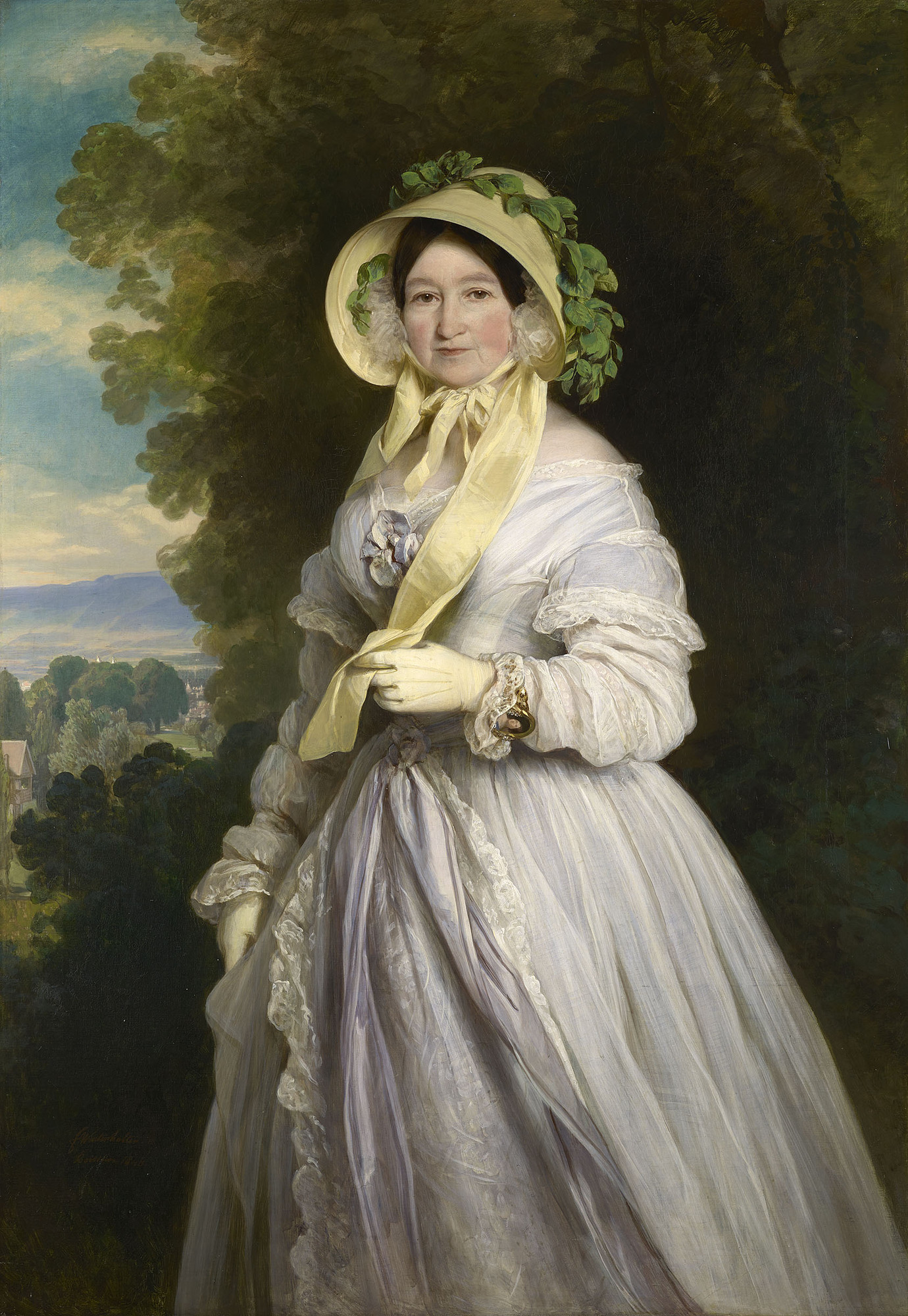
Giuliana di Sassonia-Coburgo-Saalfeld

Metilde, stanca delle sue violenze, a luglio lo lasciò e trovò ospitalità presso il fratello Ercole. La brutalità del generale aveva continuato a consumarsi entro le mura domestiche, e la cosa era risaputa. L'abbandono della casa coniugale fu così spiegato dall'amica Teresa Confalonieri: « La moglie del generale Dembowschi è fuggita da suo marito si dice per i cattivi trattamenti che il medesimo le faceva subire ». Chiesta la separazione dal marito, nel marzo del 1815 partì con il figlio più piccolo per la Svizzera. Grazie alle raccomandazioni dei suoi parenti, Metilde fu accolta a Berna dai coniugi Beuther: il signor Beuther era un banchiere, la moglie Anne era sorella di Karl Ludwig von Haller, che faceva parte del Gran Consiglio della Repubblica. Nella vasta cerchia delle loro amicizie rientrava la granduchessa Giuliana di Sassonia-Coburgo-Gotha, sorella del duca Ernesto e già cognata dello zar Alessandro I in quanto moglie separata del granduca Costantino.
Le autorità cittadine raccolsero informazioni sul conto di Metilde. Un rapporto del 1816 del procuratore di Berna riferisce le dicerie circolanti a Milano, secondo le quali ella avrebbe avuto, quando il marito era in Spagna, « con un'altra persona un qualche intrigo amoroso di cui restarono delle conseguenze ».
Da Hottingen riceveva le lettere del Foscolo, che aveva lasciato l'Italia poche settimane dopo di lei, e aveva saputo da comuni conoscenti della sua presenza a Berna. I due s'incontrarono nel maggio del 1816 a Brunnadern, dove Metilde aveva affittato una casa per passarvi la bella stagione. In giugno Metilde tornò brevemente a Milano per abbracciare il figlio Carlo, che il marito aveva deciso di mandare nel collegio degli scolopi di Volterra. In agosto ritrovò a Berna per l'ultima volta il Foscolo, che il 12 settembre si stabiliva a Londra.
In ottobre Metilde fece ritorno con il figlio Ercole a Milano, sistemandosi in un appartamento in affitto in piazza delle Galline. Doveva definire la sua causa di separazione e contava sulle influenti relazioni della duchessa Julie per ottenere un esito il più possibile favorevole. Julie le aveva assicurato di aver contattato il cancelliere Metternich a Vienna, il governatore della Lombardia Franz Joseph Saurau e il feld-maresciallo austriaco Ferdinando Bubna, il superiore del generale Dembowski, a Milano.

Il 15 marzo 1817 Metilde scrisse all'amico svizzero Jacob Heinrich Meister di aver concordato con il Bubna e il marito un primo accordo: in attesa della sentenza sarebbe dovuta ritornare con il figlio nella casa di Dembowski, in via del Gesù, risiedendovi in camere separate. A luglio la sentenza dispose la definitiva separazione dei due coniugi: i figli restavano affidati al padre, la madre poteva vederli e vivere finalmente lontano dall'ex-marito

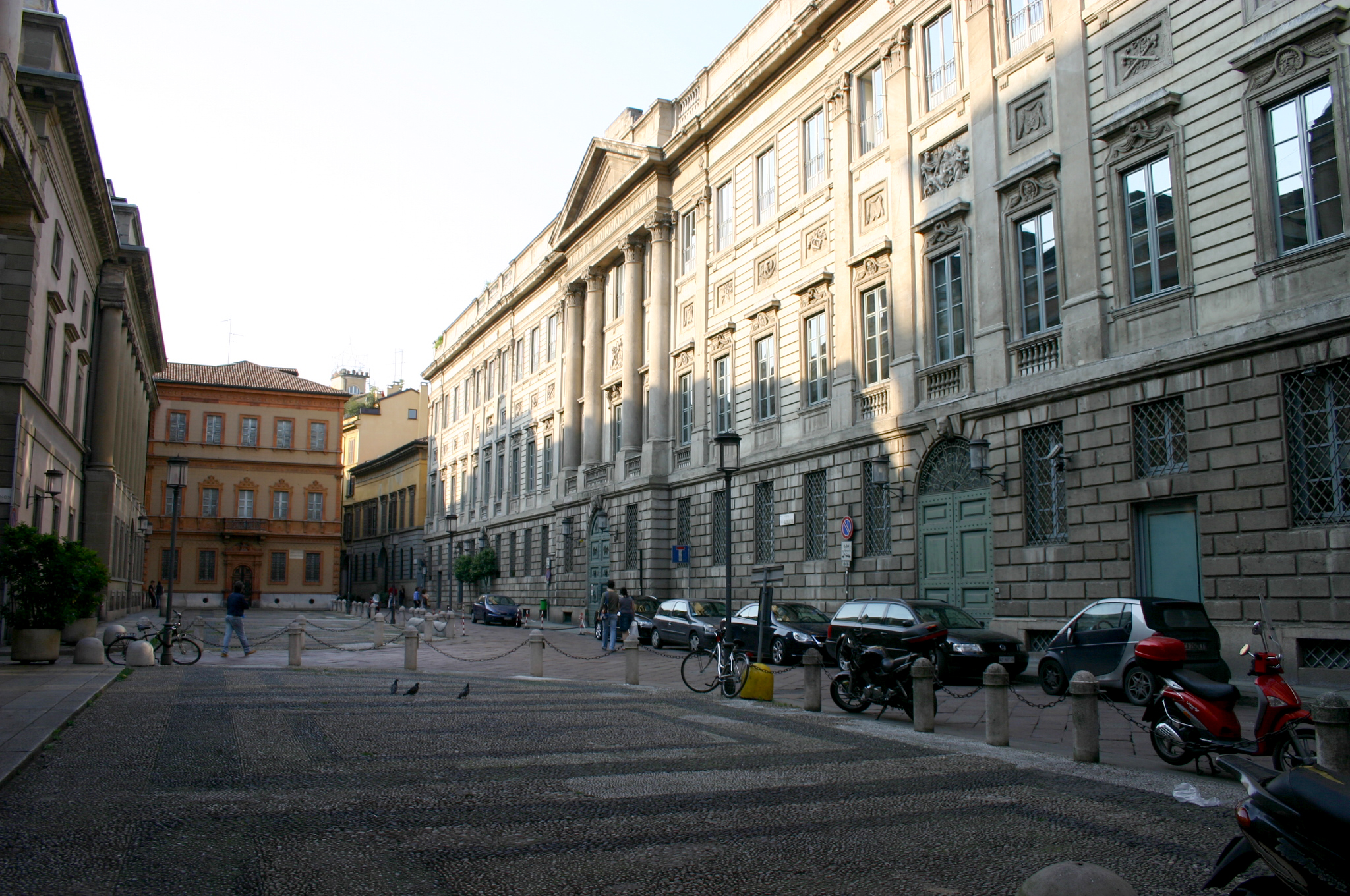
Milano, piazza Belgioioso: in fondo a sinistra è la casa di Metilde

Si stabilì al secondo piano di una casa di proprietà del fratello Ercole, in piazza Belgioioso. Nella « saletta azzurra », il salotto che si affaccia sul palazzo dei principi Belgioioso, riceveva nel pomeriggio gli amici, che avevano in comune i sentimenti liberali, l'insofferenza per la Restaurazione austriaca e la passione per la nuova letteratura romantica. Vi si trovavano tutta una serie di personaggi che aderirono alla Società dei Federati e parteciperanno ai moti del 1821, conclusi per alcuni di loro con la condanna allo Spielberg: i coniugi Confalonieri, Federico e Teresa Casati, il letterato Ludovico di Breme, l'intellettuale Pietro Borsieri, la contessa Maria Frecavalli, Camilla Besana Fè (la cui figlia Carmelita sposerà Luciano Manara), la cugina Bianca Milesi Mojon, il barone Sigismodo Trechi, il conte Giuseppe Pecchio, collaboratore del « Conciliatore », e gli avvocati Gaetano De Castillia e Giuseppe Vismara. Quest'ultimo, il 4 marzo 1818, le presentò uno scrittore francese, Henri Beyle, il cui libro Rome, Naples et Florence en 1817 aveva recentemente ottenuto un buon successo in patria.

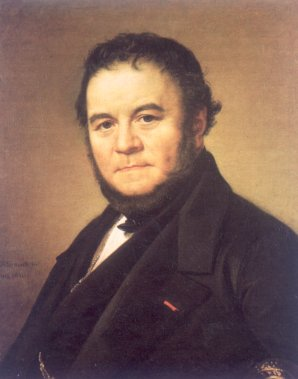
Stendhal

Stendhal s'innamorò immediatamente di lei, e fu - scriverà - « l'inizio di una grande frase musicale ». La descrisse come « una figura lombarda, di quelle che Leonardo da Vinci ha riprodotto con tanto fascino nelle sue Erodiadi [...], il naso leggermente aquilino, un ovale perfetto, le labbra sottili e delicate, grandi occhi bruni melanconici e timidi e la più bella fronte, dal cui mezzo si dividono i più bei capelli castano-scuri ». Stendhal trovava Metilde somigliante in particolare alla Salomé del quadro La figlia di Erodiade riceve la testa del Battista, agli Uffizi, che era comunemente ritenuto opera leonardesca, mentre oggi è attribuito a Bernardino Luini.
Le sue profferte furono sempre respinte, ma per tre anni s'illuse di poterla conquistare. Credendo che lei lo respingesse ritenendolo un comune seduttore, s'impose di non approfittare dei favori che alcune note donne galanti erano ben disposte ad accordargli, come la contessa Luigia Cassera o la celebre cantante Elena Viganò. Dal 3 al 10 giugno 1819 Stendhal fu a Volterra, dove « Métilde » si era recata per vedere i figli, che studiavano nel collegio San Michele. Venne invitato ad andarsene, perché la sua presenza poteva comprometterla. Le strappò la promessa di vederla a Firenze ma qui l'attese inutilmente. Passato a Bologna, Stendhal, avuta notizia della morte del padre, era stato costretto a raggiungere la Francia, e ritornò a Milano il 22 ottobre, ricevendo una fredda accoglienza da Metilde. Nacque allora in lui l'idea di scrivere De l'amour.
Egli riteneva che la freddezza di Metilde fosse dovuta all'influenza della cugina Francesca Milesi, responsabile, a suo dire, di averlo messo in cattiva luce, così che si vendicherà di lei raffigurandola nella Certosa di Parma nel personaggio dell'intrigante marchesa Roversi, mentre a Metilde dedicherà le figure delle due protagoniste de Il rosso e il nero: l'orgogliosa marchesa de La Mole porta il nome di Mathilde, e la dolce e infelice Madame de Rênal ha il carattere della Viscontini. Stendhal la vide per l'ultima volta il 7 giugno 1821, e il 13 giugno lasciò Milano per la Svizzera, diretto in Francia, dove l'anno successivo pubblicò De l'amour.

### «Maestra giardiniera»

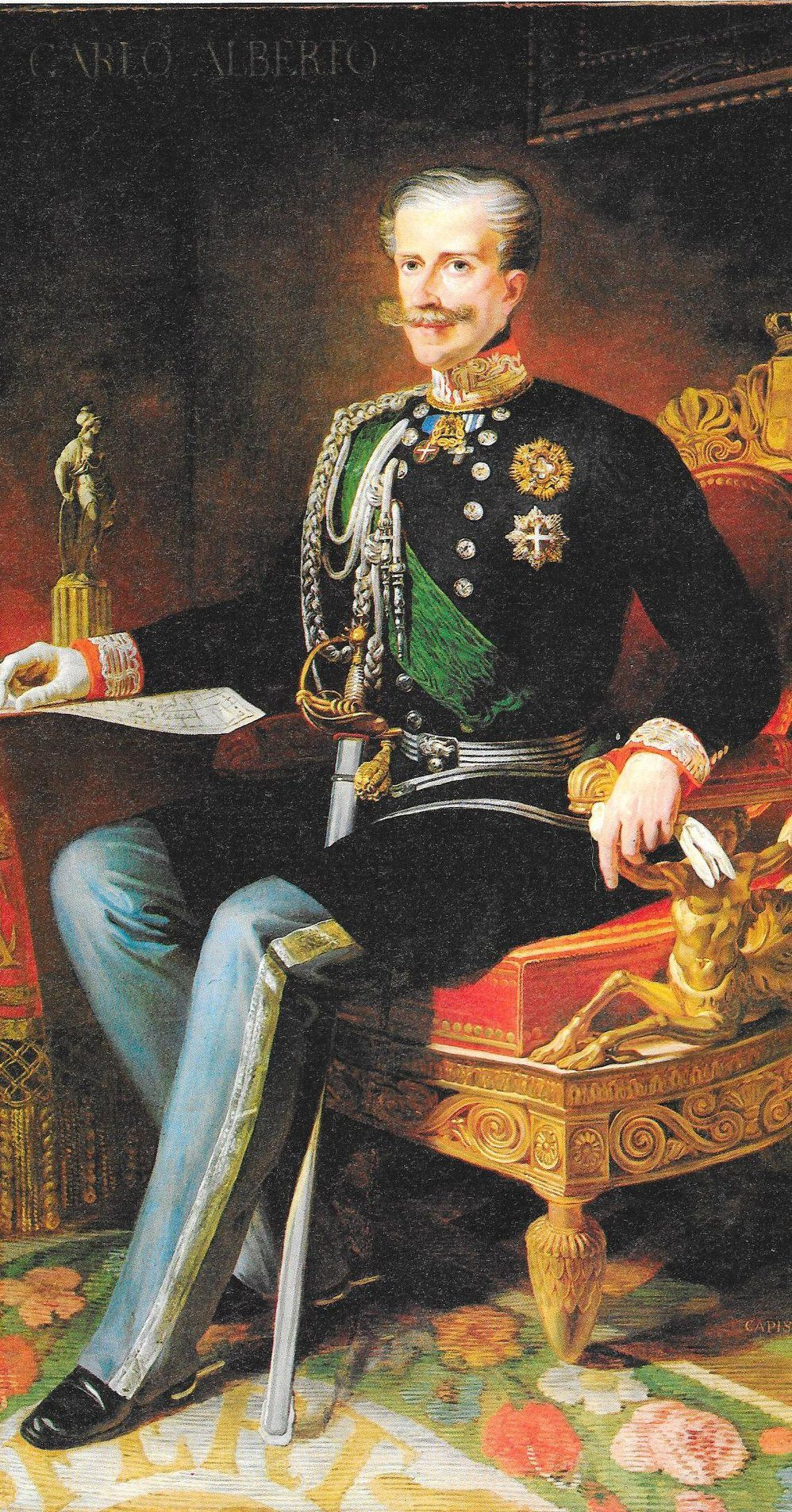
Carlo Alberto di Savoia

Forse, come sospettava Stendhal, Metilde aveva una relazione con il conte Giuseppe Pecchio, ed entrambi erano affiliati alla Società dei Federati, un circolo cospirativo legato ai liberali piemontesi, che si proponeva di suscitare un'insurrezione a Milano contando sull'appoggio del principe di Carignano. Federati erano quasi tutti gli amici di Metilde, Federico Confalonieri e la moglie Teresa Casati, Giuseppe Vismara, Giovanni Arrivabene, Pietro Borsieri, Benigno Bossi, Gaetano De Castillia, i cugini Emanuele Marliani e Bianca Milesi, Camilla Besana Fé, Maria Frecavalli. Le donne affiliate erano chiamate « maestre giardiniere ».
A seguito della denuncia di Carlo De Castillia, fratello di Gaetano, Confalonieri fu arrestato il 13 dicembre 1821 e fece i nomi dei complici, tra i quali figuravano Metilde e Stendhal, allora già rientrato in Francia. Metilde fu arrestata il 24 dicembre 1821, la sua casa fu perquisita e vi furono trovate lettere di Giuseppe Vismara, allora rifugiato a Torino, nelle quali lei risultava il tramite di spostamenti di denaro tra un fratello di Giuseppe Pecchio e lo stesso Vismara.
Non avendo ammesso nulla, fu rilasciata il giorno dopo ed ebbe così il tempo di accordarsi con il Pecchio per dare un'innocua giustificazione alle contestazioni degli inquirenti, che la interrogarono nuovamente il 26 dicembre senza poter raggiungere prove sufficienti di un suo coinvolgimento nella congiura. Fu messa comunque per un breve periodo agli arresti domiciliari.
Durante gli interrogatori la Viscontini diede prova di grande coraggio e intelligenza, negando ogni coinvolgimento e premurandosi soprattutto di non mettere nei guai nessuno dei suoi amici. Nel resoconto di Bruno Pincherle, che ha visionato e pubblicato i verbali, è l'emblema di una personalità forte, dotata di un acume e una maturità sorprendenti in una persona poco più che trentenne: « Nel corso dei due esami, Metilde è riuscita a non compromettere con una sola parola i suoi amici già arrestati [...] negando anche la conoscenza dei fatti più evidenti [...] Nelle sue risposte, è apparsa sempre guardinga e controllata, perfettamente consapevole del pericolo che ogni più piccola imprudenza comporta. A differenza di tanti altri inquisiti di questo processo, essa sa che tutte le circostanze hanno un peso ».
Metilde morì di tabe nel 1825, a soli 35 anni, in casa della cugina Francesca Milesi, e fu sepolta nel cimitero di San Gregorio. Quando questo fu dismesso alla fine dell'Ottocento, i suoi resti andarono dispersi come quelli di altri illustri cittadini, Andrea Appiani, Vincenzo Monti, Carlo Porta.
Alexandre Andryane, anch'egli implicato nei processi del 1821 e imprigionato allo Spielberg, la ricorda nei suoi Mémoires d'un prisonnier d'État, pubblicati nel 1837. Stendhal scrisse di lei che « ella disperava della società, quasi della natura umana, aveva come rinunciato a trovarvi ciò che era necessario al suo cuore ». Come donna separata, avvertiva infatti la disapprovazione della società e non era infelice soltanto per questo: nelle sue ultime lettere alla granduchessa Julie si « mostra disperata per l'avvenire dei suoi figli, per l'Italia asservita, sognando l'esilio e il ritorno agli anni » trascorsi in Svizzera, come i meno infelici della sua vita.
La ricordarono anche Teresa Casati - l'amica più intima degli ultimi anni - come « donna angelica » che « riuniva in sé tutte le perfezioni di un'adorabile sensibilità con l'energia che rende capaci delle azioni più sublimi », e la contessa Maria Frecavalli, che la descrisse quale « modello di madre » che « amava anche la gloria del suo paese [...] e la sua anima energica soffrì troppo a lungo per il suo asservimento e per la perdita dei suoi amici ».